# Hendrik-Jan Spijker
Hendrik-Jan Spijker (Hilversum, 1 april 1855 - Hoek van Holland, 21 februari 1907) was een rijtuigmaker en automobielfabrikant.
Hendrik-Jan Spijker en zijn jongere broer Jacobus jr. kwamen bij hun vader Jacobus, smid te Hilversum, in de leer en begonnen in 1880 de Rijtuigenfabriek Gebr. Spijker in Hilversum. Hij vertrok in 1904 naar Nederlands-Indië en liet Spyker stuurloos achter. In 1907 kwam hij bij de scheepsramp van de SS Berlin om het leven.
- International Standard Name Identifier: 0000 0003 9544 8301
- Nederlandse Thesaurus van Auteursnamen: 17236616X
- Virtual International Authority File: 290212719